# La danzatrice di Izu
La danzatrice di Izu (Izu no Odoriko) è un racconto di Yasunari Kawabata del 1926, considerato la prima opera giovanile importante dell'autore.
Ricorrenti sono i temi molto cari ai giapponesi del "Meisho", ovvero dei posti poetici.
In questo racconto il narratore ricorda con toni elegiaci dei teatranti visti durante un viaggio a Izu, e in particolare una danzatrice.
Fase embrionale della ragazza pura, tema della virginità molto caro a Kawabata, l'autore introduce qui anche la figura di uomini inetti, che appaiono incapaci ad amare. Più che sentimenti provano e sentono "percezioni" - altra tematica ricorrente nelle sue opere - come se non volessero fare un passo in più per iniziare qualcosa che possa cambiare loro la vita.
Le tematiche di La danzatrice di Izu riprendono i tratti autobiografici inseriti in Yugashima de no Omoide (Ricordo di Yugashima), scritto nel 1922 e mai pubblicato.

## Trama
È la storia di uno studente di Tokyo che interagisce con un gruppo di teatranti girovaghi che incontra durante un viaggio nella penisola di Izu, in particolare con la danzatrice più giovane, che trasporta un grosso tamburo. Il ragazzo è affascinato dalla loro vita, tanto da volerli seguire in viaggio.
Più tardi l'unico maschio del gruppo, Eikichi, inizia una conversazione con lo studente e i due diventano quasi amici. Giunti a un vecchio albergo, lo studente non vi trova posto e, anche su suggerimento di Eikichi, si accomoda in un albergo migliore nelle vicinanze di un ristorante dove gli attori si esibiscono. Il ragazzo ascolta la loro performance dalla sua stanza, pensando in qualche modo che dopo lo spettacolo la ragazza, da cui è fortemente attratto, lo raggiunga. Per questo motivo diventa piuttosto inquieto, ma lei non viene e il gruppo si incontra il mattino seguente.
Eikichi lo invita a un bagno pubblico per rilassarsi e raccontarsi a vicenda le proprie storie. Quando vede di nuovo la ragazza presso un fiume, capisce che lei è più giovane di quanto pensasse. Quindi scoppia a ridere e si libera dell'infatuazione considerandola un errore di valutazione. Ora lo studente si sente meglio e ha buon umore, ma il giorno seguente, preparandosi per riprendere il viaggio, scopre che gli attori si fermeranno un giorno in più e non sa cosa fare. È ancora Eikichi che lo salva dai dubbi, invitandolo a rimanere. Finisce che li seguirà per diversi giorni e che la sua affezione verso la ragazza diventerà un'amicizia. Durante il viaggio, inoltre, ascolta non visto le altre donne parlare di lui e che esse lo percepiscono come un bravo ragazzo. Ciononostante arriva il giorno della separazione e, dopo lo scambio di addii, sente che avrebbe preferito rimanere accanto a lei. Sa che non li vedrà mai più, ma si avvia verso casa, imbarcandosi dignitosamente e solennemente.

## Edizioni italiane
- trad. di K. Toguchi, E. Maimeri, in Romanzi e racconti, Quindicinale di narrativa, anno 2, numero 6, Sadea Editore, Firenze 1966, 114–138
- trad. di Kosaku Toguchi ed Ester Maimeri, in AAVV, Novelle giapponesi, Aldo Martello, 1969
- trad. di Antonella Favaro, in Il Giappone, vol. xxviii, 1988
- trad. di Antonietta Pastore, in Romanzi e racconti, Mondadori (I Meridiani), Milano 1993
- trad. di Gala Maria Follaco e Giorgio Amitrano, a cura di Giorgio Amitrano, Adelphi, Milano 2017